# Bythaelurus immaculatus
Bythaelurus immaculatus is een haai uit de familie van de Pentanchidae. De wetenschappelijke naam van de soort werd in 1982 gepubliceerd door Chu & Meng.